# Gravimétrie spatiale
 (juin 2006).
La forme ressemble trop à un extrait de cours et nécessite une réécriture afin de correspondre aux standards de Wikipédia.
La gravimétrie au sol utilise des gravimètres pour mesurer la pesanteur localement au point exact où est positionné le gravimètre (précision relative 10-12, soit quelques micromètres d'altitude).
La gravimétrie spatiale utilise l'étude des orbites (orbitographie) des satellites artificiels de la Terre pour déterminer le Champ gravitationnel terrestre : si la Terre était sphérique, ces orbites suivraient les lois de Kepler. Elles en diffèrent à cause de la non-sphéricité de la Terre (cf figure p14, Balmino ). Comme on connaît les trajectoires au centimètre près (système DORIS de localisation), de la déformation des orbites on peut  déduire certains paramètres de la répartition des masses à l'intérieur de la Terre (quelques milliers seulement en 2005), mais ceci à une échelle très grande (environ 500 km en 2005). À ce titre, elle ne peut encore concurrencer la gravimétrie terrestre qui doit plutôt se faire consolider par une gravimétrie aérienne (ballon ou avion, positionnés par GPS).

## Un exemple: détermination duquadrupôleterrestre

### Potentiel de perturbation
L'essentiel de la non-rotondité de la terre est son renflement équatorial de 21 km : pour l'essentiel, on se représente la Terre comme un ellipsoïde très peu aplati (une galette, pas un ballon de rugby), (cf figure de la Terre, quadrupôle) .
Le potentiel du champ de gravitation développé jusqu'à l'ordre {\displaystyle {\frac {1}{r^{3}}}} y est calculé :
{\displaystyle V(r)=-{\frac {GM}{r}}-{\frac {1}{2}}{\frac {GQo}{r^{3}}}\left[{\frac {1}{2}}\left(3\cos ^{2}\theta -1\right)\right]+o\left({\frac {1}{r^{3}}}\right)=-{\frac {GM}{r}}+V2}
avec {\displaystyle Qo=2(A-C)\ {\text{négatif en}}\ \mathrm {kg\cdot m^{2}} =-2\,M\,R^{2}\cdot J2}, avec R grand axe équatorial = 6 378 245 m.
On prend {\displaystyle GM=n^{2}a^{3}=3\,986\,005\times 10^{14}\;\mathrm {m^{3}/s^{2}} } :
Soit potentiel perturbateur : {\displaystyle V2=+\left(GM\;R^{2}\;J2\right)\left({\frac {1}{r^{3}}}\right)[P2(\cos \theta )]}.
Remarque : il n'est pas étrange de trouver un signe + ; en effet on a pris une Terre ronde de rayon R = grand axe équatorial; on écrit donc en fait qu'il manque de la masse aux deux pôles.

### Les résultats de Gauss
Le 4 octobre 1957, Spoutnik est lancé : sa trajectoire n'est pas celle d'une ellipse de Kepler : des corrections, on peut tirer J2[Quoi ?] : la gravimétrie spatiale est née.
Pour dire vrai, la Terre possédait déjà un satellite : la Lune. On aurait pu mener aussi les calculs par l'étude précise du mouvement de la Lune. Bien sûr, Newton, puis Clairaut y ont pensé. Mais la multitude de données recueillies depuis 1957 a permis bien mieux.
Puisqu'un satellite peut être considéré comme un point matériel, se déplaçant dans l'espace, son mouvement est caractérisé par 6 paramètres (son vecteur position et son vecteur vitesse, ou 6 autres paramètres permettant de les décrire).
L'idée de Gauss est de considérer que l'ellipse de Kepler est modifiée légèrement : les 6 paramètres la caractérisant sont : 
- la normale au plan de l'ellipse (angle d'inclinaison i, avec l'axe des pôles de la Terre),caractérisée par le vecteur unitaire K := L /||L||
- l'angle {\displaystyle \Omega } de l'axe des nœuds,de vecteur unitaire k/\K / ||k/\K||
- la constante des aires C ou le paramètre p de l'ellipse;

ces 3 paramètres pouvant être réunis en un seul vecteur : le moment cinétique L .
- le grand axe, a, de l'ellipse est lié à l'énergie E = - GMm/2a, le mouvement moyen n lui est lié par la troisième loi de Kepler n²a³= GM .
- le vecteur excentricité donne dans le plan, la direction du grand axe (angle (ON, OP) := {\displaystyle \omega }) ;
- enfin sixième paramètre, la date de passage to au périgée.

Soit à déterminer l'influence petite de J2 sur ces 6 paramètres.
Les équations de Gauss (1818) du satellite perturbé donnent :
- Le moment cinétique L est conservé en module (donc p) et est en précession autour de l'axe des poles, k, en gardant la même inclinaison i ;
- L'énergie E est conservée, donc a ;
- Le vecteur excentricité tourne dans le plan de l'ellipse, donc le périgée est aussi en précession ;
- La date de passage au périgée doit donc être corrigée.

Soit 3 équations : 
- {\displaystyle {\dot {\Omega }}=-n(R/p)^{2}{\frac {3J_{2}}{2}}\cdot cos(i)}.(précession de L)
- {\displaystyle {\dot {\omega }}=n(R/p)^{2}{\frac {3J_{2}}{2}}\cdot [5cos^{2}(i)-1]/2}.(précession du périgée)
- {\displaystyle n'-n=n(R/p)^{2}{\frac {3J_{2}}{2}}\cdot {\frac {1}{(1-e^{2})^{1/2}}}\cdot [(3cos^{2}(i)-1)]/2}. (correction de date de passage au périgée)

Ces mesures sont faciles à faire et permettent de déterminer J2.

## Démonstration de la précession
Comment expliquer physiquement ces résultats, simplement ?
La démonstration donnée sera du niveau bac, suivant les indications du cours du CNES : sans être rigoureuse, elle donne les éléments essentiels de compréhension.
Considérer par exemple Spot : à 830km d'altitude, sa période est environ 101 minutes, et la précession de son plan est de durée 1 an, pour être héliosynchrone, soit 365.25*24*60/101 = 5200 révolutions : le mouvement de révolution étant très rapide, on peut "répartir la masse tournante sur sa trajectoire comme s'il s'agissait d'une sorte de roue de bicyclette", en gardant bien sûr la même masse m et le même moment cinétique Lo, c’est-à-dire le même paramètre p = Lo²/GMm. 
Le couple moyen exercé par le renflement équatorial sera un couple de redressement dirigé, par symétrie, selon la ligne des nœuds, parallèle à k/\Lo soit C = {\displaystyle \Omega _{0}}. k/\Lo: on sait alors que le solide en rotation rapide réagit comme un gyroscope : au lieu que L bascule autour de la ligne des nœuds, L va entrer en précession autour de k, axe du bourrelet, à la vitesse angulaire {\displaystyle \Omega _{0}}
- Calcul du couple moyenné :

On pose V2 : = (GMR².J2).1/r³.[P2(cos({\displaystyle \theta })] =(GMR².J2).1/r³ . 3/2.(z/r)² + (partie radiale V '2, donc négligeable ici).
On se souvient que, si mgz est le potentiel de pesanteur, la force est -dV/dz k: ici de même, il existe une force perturbatrice qui cherche à ramener le satellite vers le plan équatorial : 
F2 = -3/2.(GMm.R².J2).1/r³.(1/r². 2z).k,
dont le moment par rapport à O vaut : C = +3/2.(GMm.R².J2).1/r^5. (2k.r).k/\r
Le théorème du moment cinétique donne : dL/dt = C, qui moyenné est selon k/\K.
Alors d/dt(L²) = 2.L.dL/dt = 0, donc L=Lo constant, et le paramètre p aussi.
d(k.L)/dt = 0, donc l'inclinaison i est constante. 
Il reste à trouver la vitesse de précession :
il faut moyenner  A:= (2k.r)(k/\r)/r^5 dans le temps :
Ce calcul est un peu long, mais sans difficulté particulière; on pourra l'effectuer aisément dans le cas circulaire a= b (c’est-à-dire sans excentricité): le résultat est : -1/b³.cos(i).k/\K].
Calcul de C moyenné :
Puisqu'on moyenne, on peut prendre le périgée sur la ligne des nœuds.
Alors k = K cos(i) + v sin(i)
D'où A = -2 <Y²/r^5> cos(i) k/\K.
Il reste à montrer que <Y²/r^5> = 1/2b³):
finir ce calcul est facile, sachant que Lo.dt = m.r².d{\displaystyle \theta }
FIN de calcul de C moyenné.

Finalement, on trouve :  
dL/dt = - n.3/2.J2.cos i.(a/p)^2. k/\L :
Soit  {\displaystyle \Omega } : c'est la première formule.
Interprétation qualitative : Évidemment on retrouve que si cos i = 0, il n'y a pas de couple, donc le plan de l'orbite reste polaire ! Si cos i positif, il y a rétrogradation, ce qui est conforme à la théorie du couple gyroscopique (l'essayer avec une roue de bicyclette: cela marche très bien).
Si on mesure la précession, on peut en tirer J2 = 1082.63 .10^(-6) :  J2 était faible.
Réciproquement, connaissant J2, on peut en déduire le cos i pour une précession désirée : c'est le cas des satellites Spot, héliosynchrones pour avoir toujours des traces au sol avec la même ombre (ce qui est important pour les comparaisons des photographies). Pour 365.25 jours, cos i = -0.151 soit 98.7° (facile à mémoriser par tout capétien).
- Calcul de e(t):

- Calcul de n'-n :